# بيلي بليث
بيلي بليث (بالإنجليزية: Billy Blyth)‏ (17 يونيو 1895 في المملكة المتحدة - 1 يوليو 1968 في المملكة المتحدة) هو لاعب كرة قدم بريطاني (وحمل سابقاً جنسية المملكة المتحدة لبريطانيا العظمى وأيرلندا) في مركز الوسط. لعب مع برمنغهام سيتي ومانشستر سيتي ونادي أرسنال.